# Arctia festiva
Arctia festiva (tên tiếng Anh: Sâu bướm hổ Hebe) là một loài bướm đêm thuộc phân họ Arctiinae, họ Erebidae. Nó được tìm thấy ở miền trung và Nam Âu, Trung Á, và Bắc Phi.

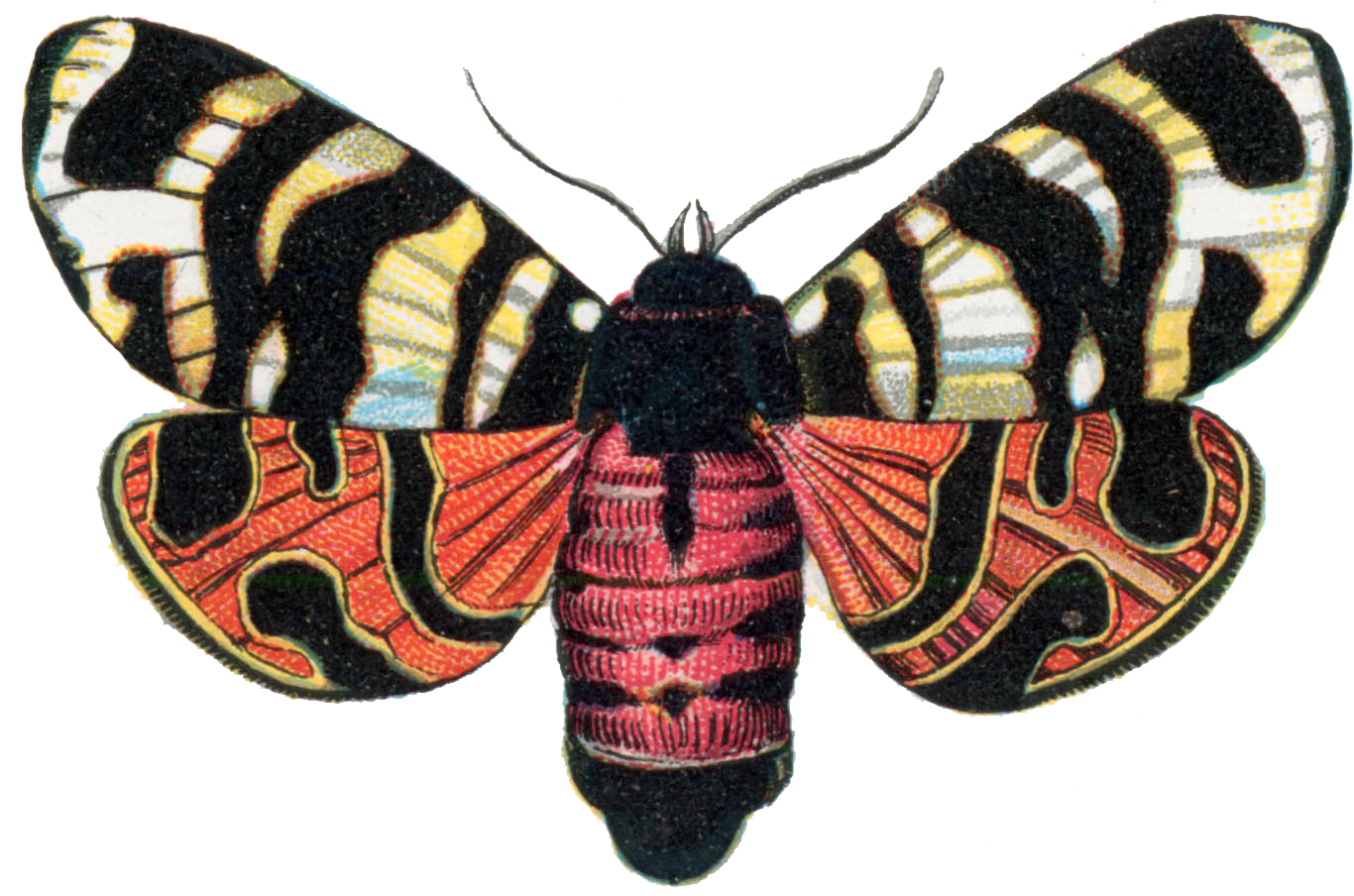
Minh họa Imago

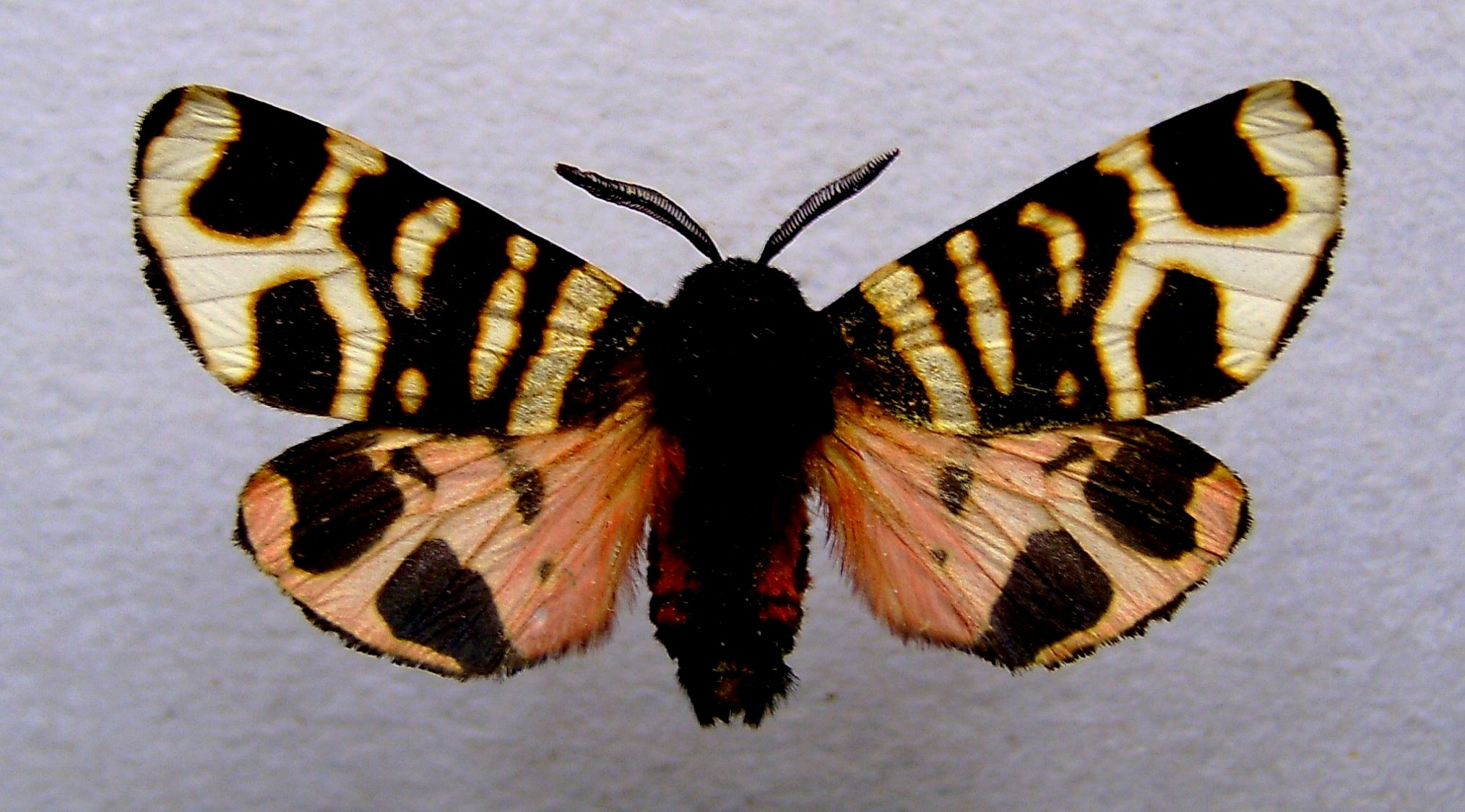
Mounted Imago

Sải cánh dài 45–60 mm. Con trưởng thành bay tháng 4 đến tháng 7 tùy theo địa điểm.
Ấu trùng ăn nhiều loại cây khác nhau.

## Hình ảnh

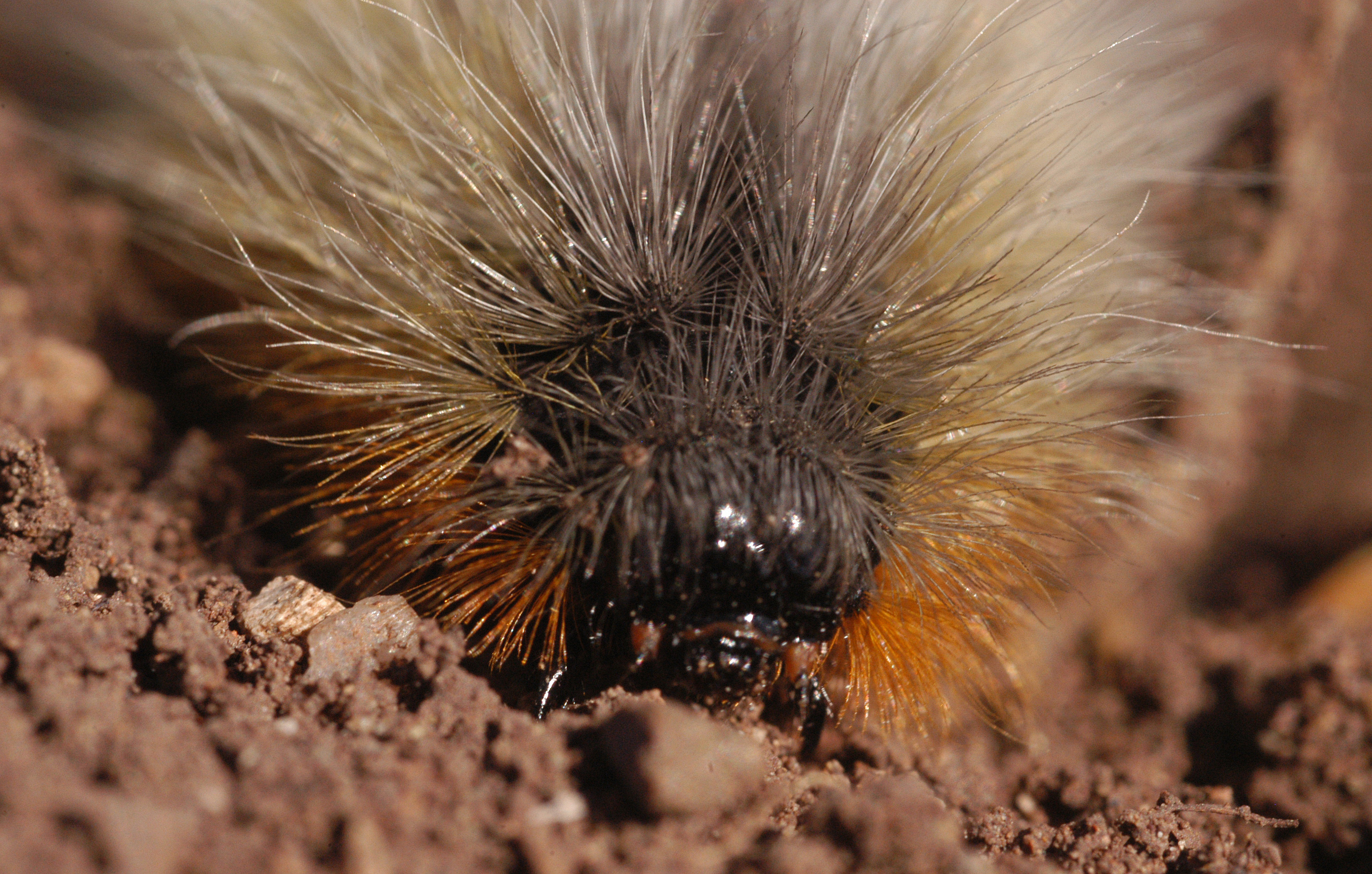
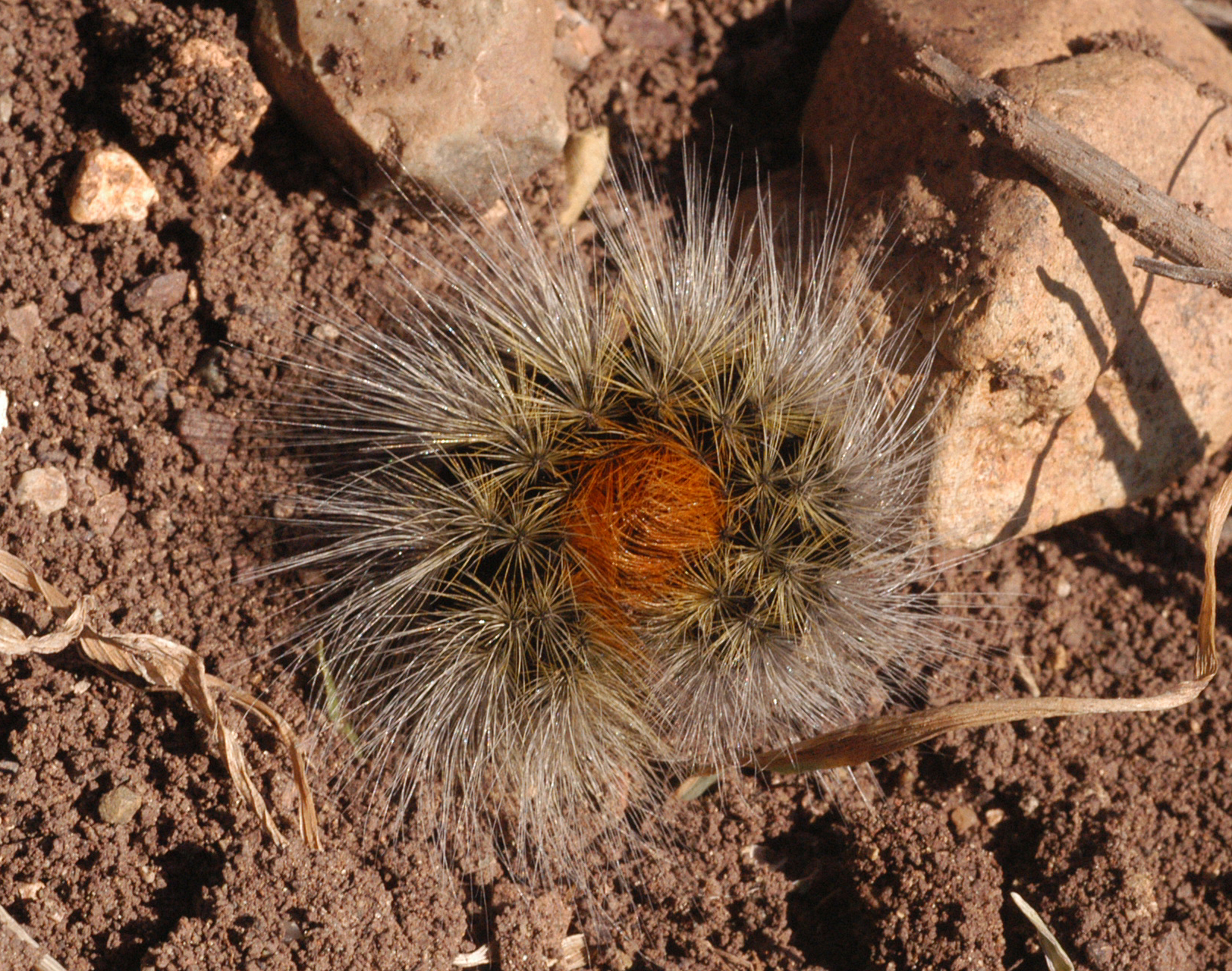
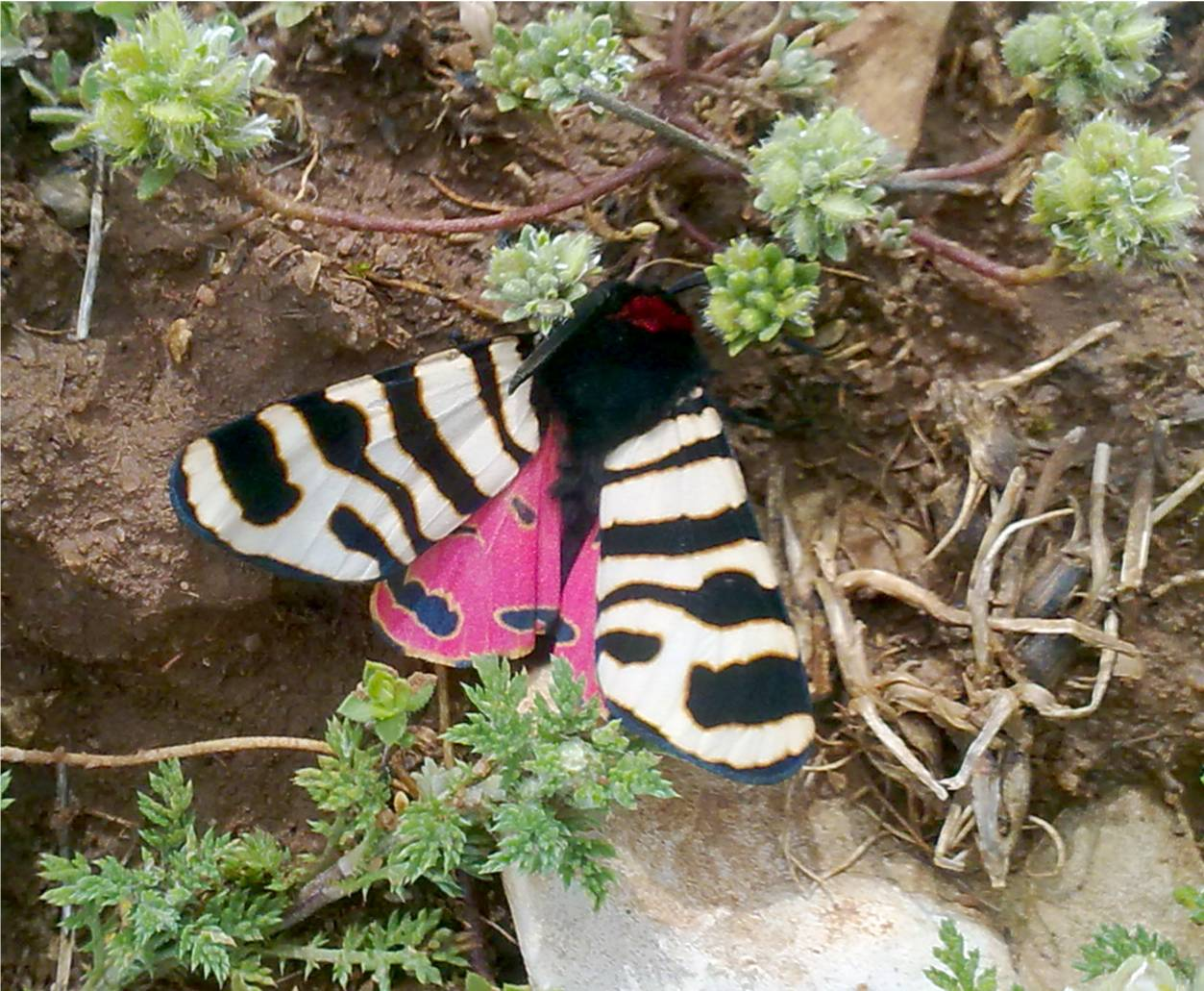